# Promozione Puglia 1974-1975
Nella stagione 1974-1975 la Promozione era il quinto livello del calcio italiano (il massimo livello regionale). Qui vi sono le statistiche relative al campionato in Puglia.
Il campionato è strutturato in vari gironi all'italiana su base regionale, gestiti dai Comitati Regionali di competenza. Promozioni alla categoria superiore e retrocessioni in quella inferiore non erano sempre omogenee; erano quantificate all'inizio del campionato dal Comitato Regionale secondo le direttive stabilite dalla Lega Nazionale Dilettanti, ma flessibili, in relazione al numero delle società retrocesse dal Campionato Interregionale e perciò, a seconda delle varie situazioni regionali, la fine del campionato poteva avere degli spareggi sia di promozione che di retrocessione.

Il Bisceglie, vincitore del girone A.

## Girone A

### Squadre partecipanti
| Club                 | Città                  |
| -------------------- | ---------------------- |
| A.S. Bisceglie       | Bisceglie (BA)         |
| S.S. Circito Cassano | Cassano Murge (BA)     |
| A.S. Castellana      | Castellana Grotte (BA) |
| U.S. Corato          | Corato (BA)            |
| U.S. Giovinazzo      | Giovinazzo (BA)        |
| S.S. Grumese-Europa  | Grumo Appula (BA)      |
| A.S. Laterza         | Laterza (TA)           |
| A.S. Liberty Palo    | Palo del Colle (BA)    |
| Molfetta Sportiva    | Molfetta (BA)          |
| Pol. Noci            | Noci (BA)              |
| U.S. Noicattaro      | Noicattaro (BA)        |
| A.S. Ortanova        | Orta Nova (BA)         |
| A.S. Ruvo            | Ruvo di Puglia (BA)    |
| U.S. San Severo      | San Severo (FG)        |
| Pol. Trani           | Trani (BA)             |
| A.C. Trinitapoli     | Trinitapoli (FG)       |

### Classifica finale
|  | Pos. | Squadra         | Pt  | G   | V   | N   | P   | GF  | GS  | DR  |
|  | ---- | --------------- | --- | --- | --- | --- | --- | --- | --- | --- |
|  | 1.   | Bisceglie       | 45  | 30  | 17  | 11  | 2   | 38  | 12  | +26 |
|  | 2.   | Noicattaro      | 44  | 30  | 18  | 8   | 4   | 42  | 16  | +26 |
|  | 3.   | Molfetta        | 41  | 30  | 14  | 13  | 3   | 36  | 16  | +20 |
|  | 4.   | Trani           | 37  | 30  | 12  | 13  | 5   | 33  | 21  | +12 |
|  | 5.   | Giovinazzo      | 32  | 30  | 13  | 6   | 11  | 36  | 29  | +7  |
|  | 6.   | Ortanova        | 32  | 30  | 8   | 16  | 6   | 32  | 27  | +5  |
|  | 7.   | Noci            | 30  | 30  | 11  | 8   | 11  | 31  | 31  | 0   |
|  | 8.   | Circito Cassano | 30  | 30  | 10  | 10  | 10  | 28  | 32  | -4  |
|  | 9.   | Corato          | 29  | 30  | 9   | 11  | 10  | 28  | 36  | -8  |
|  | 10.  | Castellana      | 27  | 30  | 7   | 13  | 10  | 19  | 29  | -10 |
|  | 11.  | Grumese-Europa  | 26  | 30  | 8   | 10  | 12  | 30  | 41  | -11 |
|  | 12.  | San Severo      | 25  | 30  | 10  | 5   | 15  | 38  | 43  | -5  |
|  | 13.  | Ruvo            | 22  | 30  | 3   | 16  | 11  | 21  | 28  | -7  |
|  | 14.  | Liberty Palo    | 21  | 30  | 5   | 11  | 14  | 23  | 46  | -23 |
|  | 15.  | Laterza         | 20  | 30  | 5   | 10  | 15  | 19  | 36  | -17 |
|  | 16.  | Trinitapoli     | 19  | 30  | 5   | 9   | 16  | 26  | 37  | -11 |
|  |      |                 | 480 | 480 | 155 | 170 | 155 | 480 | 480 | 0   |

Legenda:

         Promosso in Serie D 1975-1976.
         Retrocesso in Prima Categoria 1975-1976.
Note:
Due punti a vittoria, uno a pareggio, zero a sconfitta.

## Girone B

### Squadre partecipanti
| Club                     | Città                     |
| ------------------------ | ------------------------- |
| U.S. Antonio Toma Maglie | Maglie (LE)               |
| U.S. Calimera            | Calimera (LE)             |
| U.S. Carmiano            | Carmiano (LE)             |
| Pol. Castellaneta        | Castellaneta (TA)         |
| S.S. Francavilla         | Francavilla Fontana (BR)  |
| A.S. Ginosa              | Ginosa (TA)               |
| U.S. Latiano             | Latiano (BR)              |
| A.C. Manduria            | Manduria (TA)             |
| A.C. Martina             | Martina Franca (TA)       |
| A.C. Massafra            | Massafra (TA)             |
| U.S. Novoli              | Novoli (LE)               |
| Pol. San Cesario         | San Cesario di Lecce (LE) |
| U.S. Poggiardo           | Poggiardo (LE)            |
| U.S. Squinzano           | Squinzano (LE)            |
| U.S. Tricase             | Tricase (LE)              |
| Pol. Virtus Casarano     | Casarano (LE)             |

### Classifica finale
|  | Pos. | Squadra              | Pt  | G   | V   | N   | P   | GF  | GS  | DR  |
|  | ---- | -------------------- | --- | --- | --- | --- | --- | --- | --- | --- |
|  | 1.   | Martina              | 46  | 30  | 17  | 12  | 1   | 52  | 14  | +38 |
|  | 2.   | Virtus Casarano (-3) | 37  | 30  | 14  | 12  | 4   | 42  | 19  | +23 |
|  | 3.   | Manduria             | 37  | 30  | 11  | 15  | 4   | 35  | 21  | +14 |
|  | 4.   | Toma Maglie          | 35  | 30  | 13  | 9   | 8   | 35  | 25  | +10 |
|  | 5.   | Francavilla          | 34  | 30  | 11  | 12  | 7   | 26  | 26  | 0   |
|  | 6.   | Poggiardo            | 33  | 30  | 12  | 9   | 9   | 37  | 34  | +3  |
|  | 7.   | Tricase              | 31  | 30  | 10  | 11  | 9   | 32  | 29  | +3  |
|  | 8.   | Novoli               | 30  | 30  | 10  | 10  | 10  | 36  | 36  | 0   |
|  | 9.   | Latiano              | 29  | 30  | 10  | 9   | 11  | 25  | 27  | -2  |
|  | 10.  | Carmiano             | 28  | 30  | 10  | 8   | 12  | 35  | 35  | 0   |
|  | 11.  | Castellaneta         | 28  | 30  | 8   | 12  | 10  | 28  | 35  | -7  |
|  | 12.  | Ginosa               | 27  | 30  | 11  | 5   | 14  | 39  | 38  | +1  |
|  | 13.  | Massafra             | 27  | 30  | 9   | 9   | 12  | 20  | 26  | -6  |
|  | 14.  | Squinzano            | 26  | 30  | 8   | 10  | 12  | 27  | 29  | -2  |
|  | 15.  | Calimera             | 21  | 30  | 7   | 7   | 16  | 29  | 47  | -18 |
|  | 16.  | San Cesario          | 8   | 30  | 3   | 2   | 25  | 21  | 78  | -57 |
|  |      |                      | 477 | 480 | 164 | 152 | 164 | 519 | 519 | 0   |

Legenda:

         Promosso in Serie D 1975-1976.
         Retrocesso in Prima Categoria 1975-1976.
Note:
Due punti a vittoria, uno a pareggio, zero a sconfitta.
La V. Casarano è stata penalizzata con la sottrazione di 3 punti in classifica.